# Thiruppanandal
Thiruppanandal é uma panchayat (vila) no distrito de Thanjavur, no estado indiano de Tamil Nadu.

## Demografia
Segundo o censo de 2001,  Thiruppanandal  tinha uma população de 10,376 habitantes. Os indivíduos do sexo masculino constituem 49% da população e os do sexo feminino 51%. Thiruppanandal tem uma taxa de literacia de 69%, superior à média nacional de 59.5%: a literacia no sexo masculino é de 75% e no sexo feminino é de 63%. Em Thiruppanandal, 12% da população está abaixo dos 6 anos de idade.